# 北常普音寺
北常普音寺是一座古建筑，创建于唐代，明清重修，位于山西省晋中市平遥县段村镇北常村的市楼北侧。
北常普音寺正殿面阔三间，具有明代建筑的特征。2016年6月6日，北常普音寺公布为第五批山西省文物保护单位。
北常市楼最初是普音寺的门楼，开有过街门洞，正方形平面，下部是高大的砖石平台，中部有一层方形砖砌平台，最上层是一座木结构亭阁，深广各五间，重檐十字歇山顶极其破败。